# Hoffmannia hidalgensis
Hoffmannia hidalgensis är en måreväxtart som beskrevs av Attila L. Borhidi. Hoffmannia hidalgensis ingår i släktet Hoffmannia och familjen måreväxter. Inga underarter finns listade i Catalogue of Life.